# Aratinga maculata
La aratinga pechisulfúrea (Aratinga maculata) es una especie de ave psitaciforme de la familia Psittacidae, perteneciente al género Aratinga. Es nativa del noreste de la cuenca del Amazonas de Brasil y del escudo guayanés.

## Distribución y hábitat
Se distribuye en el norte de Brasil, en la margen norte del río Amazonas, en Pará, desde el río Maicuru hacia el este hasta el río Paru; y una población aislada en la sabana de Sipaliwini en el extremo sur de Surinam; probablemente también ocurra en el adyacente estado brasileño de Amapá lo que todavía no ha sido confirmado.
Habita en áreas abiertas de suelos arenosos con pequeños árboles y arbustos dispersos; algunas veces sabe entrar en huertas, y también forrajea en bosques en galería. Hasta los 1400 m de altitud.

## Sistemática

### Descripción original
La especie A. maculata fue descrita por primera vez por el naturalista alemán Philipp Ludwig Statius Müller en 1776 bajo el nombre científico Psittacus maculatus; se desconoce su localidad tipo.

### Etimología
El nombre genérico femenino «Aratinga» deriva del nombre tupí «Ará tinga» designando un tipo de loro de colores brillantes; y el nombre de la especie «maculata», del latín «maculatus» que significa ‘cubierto de manchas’.

### Taxonomía
En 2005, los ornitólogos brasileños Luís Fábio Silveira, Flávio César Thadeo de Lima & Elizabeth Höfling describieron Aratinga pintoi como siendo una nueva especie, pero más tarde se demostró que la presente, que por mucho tiempo fue considerada como inválida, de hecho se aplicaba a esta forma, y por lo tanto tenía prioridad; el holotipo de A. pintoi ha sido ahora designado como neotipo de Psittacus maculatus, y formalmente establecido como sinónimo. La presente especie fue por mucho tiempo mal identificada como un juvenil de Aratinga solstitialis o como un híbrido entre la anterior y Aratinga jandaya. Es monotípica.